# Temporada da Indy Lights de 1991
A temporada da Indy Lights de 1991 foi a sexta da história. O campeonato foi gerido pela CART, e em sua pirâmide de importância ocupava a terceira fileira, atrás da IndyCar e da Atlantic Championship Series.
A competição reduziu seu calendário, e dessa vez voltou a contar com doze etapas, e percorreu os Estados Unidos e o Canadá. O campeão foi o belga Éric Bachelart da Landford, que venceu quatro corridas no ano.
O vice-campeão foi o americano Mark Smith, que venceu duas corridas na temporada, ficando dezenove pontos atrás de Bachelart.
Esse foi o segundo título consecutivo da equipe Landford, que também se tornou a primeira equipe a vencer duas vezes a Indy Lights.
Bachelart também foi o segundo belga a vencer a competição, deixando o país empatado com os Estados Unidos como os países mais vezes campeões.
O certame não contou com brasileiros, que nessa época, ainda focavam nas categorias de base europeias como a Fórmula 3 Britânica.

## Equipes e pilotos
Este gráfico reflete apenas as combinações confirmadas e citadas de piloto, motor e equipe.
| Equipe                        | Motor | No. | Piloto(s)           | Etapa(s)          |
| ----------------------------- | ----- | --- | ------------------- | ----------------- |
| Landford Racing               | Buick | 3   | Éric Bachelart      | Todas             |
| Landford Racing               | Buick | 4   | P. J. Jones         | Todas             |
| Evergreen Racing              | Buick | 33  | Mark Smith          | Todas             |
| Evergreen Racing              | Buick | 6   | Wayne Cerbo         | 6-7               |
| {FRAb}} Fréon Racing Services | Buick | 23  | Franck Fréon        | Todas             |
| {FRAb}} Fréon Racing Services | Buick | 59  | Marty Roth          | 1 e 3             |
| Cole Porformance              | Buick | 9   | Brian Till          | Todas             |
| Cole Porformance              | Buick | 10  | Bob Doricott Jr     | 10 e 12           |
| Leading Edge Motorsport       | Buick | 11  | Robbie Buhl         | Todas             |
| Leading Edge Motorsport       | Buick | 12  | Jeff Davis          | 3-12              |
| Groff Motorsports             | Buick | 19  | Robbie Groff        | Todas             |
| Groff Motorsports             | Buick | 14  | Desiré Wilson       | 3 e 9             |
| US Racing                     | Buick | 20  | John Marconi        | Todas             |
| US Racing                     | Buick | 21  | Hugh O'Neill        | 12                |
| Roquin Motorsports            | Buick | 76  | Roberto Quintanilla | 1 e 4-12          |
| Roquin Motorsports            | Buick | 88  | Sandy Dells         | 4                 |
| Team Milkhouse                | Buick | 32  | Johnny O'Connell    | 1-6               |
| Team Milkhouse                | Buick | 33  | Cheryl Glass        | 1-2               |
| P.I.G. Racing                 | Buick | 35  | Tommy Byrne         | 1-2, 4-5 e 8      |
| P.I.G. Racing                 | Buick | 36  | George Sutcliffe    | 1-3               |
| Bradley Motorsports           | Buick | 41  | Mike Snow           | 1-2, 4-7 e 9-12   |
| Bradley Motorsports           | Buick | 42  | Dave Kudrave        | 1-2, 4-5, 10 e 12 |
| Stuart Moore Racing           | Buick | 62  | Rob Wilson          | 1-3, 8, 10 e 12   |
| Stuart Moore Racing           | Buick | 99  | Mark Ritchey        | 1                 |
| McNeil Motorsports            | Buick | 16  | Bob Reid            | 4, 6 e 10         |
| McNeil Motorsports            | Buick | 17  | Ken Murillo         | 1-2 e 12          |
| Martin Racing                 | Buick | 16  | Scott Backman       | 9                 |
| Martin Racing                 | Buick | 17  | Page Jones          | 12                |

## Calendário
| #  | Data           | Grande Prêmio     | Circuito                                 | Local                        |
| -- | -------------- | ----------------- | ---------------------------------------- | ---------------------------- |
| 1  | 14 de Abril    | GP de Long Beach  | R Ruas de Long Beach                     | Long Beach, Califórnia       |
| 2  | 21 de Abril    | GP de Phoenix     | O Phoenix International Raceway          | Phoenix, Arizona             |
| 3  | 2 de Junho     | GP de Milwaukee   | O Milwaukee Mile                         | Milwaukee, Wisconsin         |
| 4  | 16 de Junho    | GP de Detroit     | R Renaissance Center                     | Detroit, Michigan            |
| 5  | 23 de Junho    | GP de Portland    | O Portland International Raceway         | Portland, Oregon             |
| 6  | 7 de Julho     | GP de Cleveland   | R Aeroporto de Cleveland Burke Lakefront | Cleveland, Ohio              |
| 7  | 14 de Julho    | GP de Nova Jersey | O Meadowlands Sports Complex             | East Rutherford, Nova Jersey |
| 8  | 21 de Julho    | GP de Toronto     | R Circuito de Rua de Toronto             | Toronto, Ontário             |
| 9  | 25 de Agosto   | GP de Denver      | R Ruas de Denver                         | Denver, Colorado             |
| 10 | 15 de Setembro | GP de Mid-Ohio    | R Mid-Ohio Sports Car Course             | Lexington, Ohio              |
| 11 | 6 de Outubro   | GP de Nazareth    | O Nazareth Speedway                      | Nazareth, Pensilvânia        |
| 12 | 20 de Outubro  | GP de Laguna Seca | R Laguna Seca Raceway                    | Monterey, Califórnia         |

## Resultados
| #  | Grande Prêmio     | Pole position  | Volta mais rápidas  | Vencedores     | Vencedores              | Info |
| #  | Grande Prêmio     | Pole position  | Volta mais rápidas  | Piloto         | Equipe                  | Info |
| -- | ----------------- | -------------- | ------------------- | -------------- | ----------------------- | ---- |
| 1  | GP de Long Beach  | Éric Bachelart | Éric Bachelart      | Éric Bachelart | Landford Racing         |      |
| 2  | GP de Phoenix     | Robbie Groff   | George Sutcliffe    | Robbie Groff   | Groff Motorsports       |      |
| 3  | GP de Milwaukee   | Robbie Groff   | Éric Bachelart      | Robbie Groff   | Groff Motorsports       |      |
| 4  | GP de Detroit     | Éric Bachelart | Éric Bachelart      | Éric Bachelart | Landford Racing         |      |
| 5  | GP de Portland    | P. J. Jones    | Franck Fréon        | Éric Bachelart | Landford Racing         |      |
| 6  | GP de Cleveland   | Mark Smith     | Mark Smith          | Mark Smith     | Evergreen Racing        |      |
| 7  | GP de Nova Jersey | Mark Smith     | Éric Bachelart      | Éric Bachelart | Landford Racing         |      |
| 8  | GP de Toronto     | Éric Bachelart | Franck Fréon        | P. J. Jones    | Landford Racing         |      |
| 9  | GP de Denver      | Robbie Groff   | Roberto Quintanilla | P. J. Jones    | Landford Racing         |      |
| 10 | GP de Mid-Ohio    | Robbie Buhl    | John Marconi        | Brian Till     | Cole Porformance        |      |
| 11 | GP de Nazareth    | Robbie Groff   | Éric Bachelart      | Robbie Buhl    | Leading Edge Motorsport |      |
| 12 | GP de Laguna Seca | Robbie Buhl    | Éric Bachelart      | Mark Smith     | Evergreen Racing        |      |

## Classificação Final

### Resultado após doze etapas
Para cada corrida os pontos foram premiados: 20 pontos para o vencedor, 16 para o vice-campeão, 14 para o terceiro lugar, 12 para o quarto lugar, 10 para o quinto lugar, 8 para o sexto lugar, 6 sétimo, diminuindo para 1 ponto 12º lugar. Pontos adicionais foram concedidos ao vencedor da pole (1 ponto) e ao piloto que liderou a maioria das voltas (1 ponto).
| #  | Piloto              | LBE | PHO | MIL | DET | POR | CLE | NJE | TOR | DEN | MDO | NAZ | LAG | Pts |
| -- | ------------------- | --- | --- | --- | --- | --- | --- | --- | --- | --- | --- | --- | --- | --- |
| 1  | Éric Bachelart      | 1   | 3   | 2   | 1   | 1   | 7   | 1   | 6   | 2   | RET | 3   | 3   | 174 |
| 2  | Mark Smith          | 4   | 2   | 7   | 6   | 3   | 1   | 5   | 5   | 4   | 2   | RET | 1   | 155 |
| 3  | P. J. Jones         | RET | 10  | 4   | RET | 5   | RET | 2   | 1   | 1   | 4   | 2   | 5   | 123 |
| 4  | Franck Fréon        | 5   | 7   | 3   | 2   | 2   | 6   | 6   | 4   | 6   | 3   | RET | 8   | 121 |
| 5  | Brian Till          | 7   | RET | 6   | 3   | 4   | 2   | DNS | 7   | 5   | 1   | 4   | 2   | 120 |
| 6  | Robbie Buhl         | 2   | 8   | 9   | 4   | 6   | 5   | 3   | 2   | RET | RET | 1   | RET | 110 |
| 7  | Robbie Groff        | 3   | 1   | 1   | 5   | 9   | 3   | 4   | RET | RET | RET | RET | RET | 107 |
| 8  | John Marconi        | 12  | 9   | 5   | RET | RET | 9   | 8   | 3   | 8   | 7   | RET | 10  | 54  |
| 9  | Roberto Quintanilla | RET |     |     | 12  | 11  | 8   | 7   | 8   | 3   | 5   | 5   | 14  | 53  |
| 10 | Jeff Davis          |     |     | 10  | 11  | 10  | 10  | 9   | 9   | 7   | 9   | 6   | 11  | 39  |
| 11 | Johnny O'Connell    | 9   | 5   | 8   | RET | 7   | 4   |     |     |     |     |     |     | 37  |
| 12 | Tommy Byrne         | 8   | 4   |     | 8   | 8   |     |     | RET |     |     |     | 6   | 35  |
| 13 | Mike Snow           | 6   | RET |     | 13  | RET | 12  | DNS |     | 10  | 8   | DSQ | 4   | 29  |
| 14 | Dave Kudrave        | RET | RET |     | 7   | RET |     |     |     |     | 10  |     | 7   | 16  |
| 15 | Rob Wilson          | 10  | 11  | 11  |     |     |     |     | RET |     | 6   |     | RET | 15  |
| 16 | George Sutcliffe    | 13  | 6   | 12  |     |     |     |     |     |     |     |     |     | 9   |
| 17 | Bob Reid            |     |     |     | 9   |     | 11  |     |     |     | 11  |     |     | 8   |
| 18 | Scott Backman       |     |     |     |     |     |     |     |     | 9   |     |     |     | 4   |
| 19 | Page Jones          |     |     |     |     |     |     |     |     |     |     |     | 9   | 4   |
| 20 | Sandy Dells         |     |     |     | 10  |     |     |     |     |     |     |     |     | 3   |
| 21 | Wayne Cerbo         |     |     |     |     |     | 13  | 10  |     |     |     |     |     | 3   |
| 22 | Marty Roth          | 11  |     | RET |     |     |     |     |     |     |     |     |     | 2   |
| 23 | Bob Doricott Jr     |     |     |     |     |     |     |     |     |     | 12  |     | 12  | 2   |
| 24 | Desiré Wilson       |     |     | RET |     |     |     |     |     | RET |     |     |     | 1   |
| 25 | Hugh O'Neill        |     |     |     |     |     |     |     |     |     |     |     | 13  | 0   |
| 26 | Cheryl Glass        | RET | RET |     |     |     |     |     |     |     |     |     |     | 0   |
| 27 | Mark Ritchey        | 14  |     |     |     |     |     |     |     |     |     |     |     | 0   |
| 28 | Ken Murillo         | RET | NQ  |     |     |     |     |     |     |     |     |     | RET | 0   |
| #  | Piloto              | LBE | PHO | MIL | DET | POR | CLE | NJE | TOR | DEN | MDO | NAZ | LAG | Pts |

| #  | Piloto              | LBE | PHO | MIL | DET | POR | CLE | NJE | TOR | DEN | MDO | NAZ | LAG | Pts |
| -- | ------------------- | --- | --- | --- | --- | --- | --- | --- | --- | --- | --- | --- | --- | --- |
| 1  | Éric Bachelart      | 1   | 3   | 2   | 1   | 1   | 7   | 1   | 6   | 2   | RET | 3   | 3   | 174 |
| 2  | Mark Smith          | 4   | 2   | 7   | 6   | 3   | 1   | 5   | 5   | 4   | 2   | RET | 1   | 155 |
| 3  | P. J. Jones         | RET | 10  | 4   | RET | 5   | RET | 2   | 1   | 1   | 4   | 2   | 5   | 123 |
| 4  | Franck Fréon        | 5   | 7   | 3   | 2   | 2   | 6   | 6   | 4   | 6   | 3   | RET | 8   | 121 |
| 5  | Brian Till          | 7   | RET | 6   | 3   | 4   | 2   | DNS | 7   | 5   | 1   | 4   | 2   | 120 |
| 6  | Robbie Buhl         | 2   | 8   | 9   | 4   | 6   | 5   | 3   | 2   | RET | RET | 1   | RET | 110 |
| 7  | Robbie Groff        | 3   | 1   | 1   | 5   | 9   | 3   | 4   | RET | RET | RET | RET | RET | 107 |
| 8  | John Marconi        | 12  | 9   | 5   | RET | RET | 9   | 8   | 3   | 8   | 7   | RET | 10  | 54  |
| 9  | Roberto Quintanilla | RET |     |     | 12  | 11  | 8   | 7   | 8   | 3   | 5   | 5   | 14  | 53  |
| 10 | Jeff Davis          |     |     | 10  | 11  | 10  | 10  | 9   | 9   | 7   | 9   | 6   | 11  | 39  |
| 11 | Johnny O'Connell    | 9   | 5   | 8   | RET | 7   | 4   |     |     |     |     |     |     | 37  |
| 12 | Tommy Byrne         | 8   | 4   |     | 8   | 8   |     |     | RET |     |     |     | 6   | 35  |
| 13 | Mike Snow           | 6   | RET |     | 13  | RET | 12  | DNS |     | 10  | 8   | DSQ | 4   | 29  |
| 14 | Dave Kudrave        | RET | RET |     | 7   | RET |     |     |     |     | 10  |     | 7   | 16  |
| 15 | Rob Wilson          | 10  | 11  | 11  |     |     |     |     | RET |     | 6   |     | RET | 15  |
| 16 | George Sutcliffe    | 13  | 6   | 12  |     |     |     |     |     |     |     |     |     | 9   |
| 17 | Bob Reid            |     |     |     | 9   |     | 11  |     |     |     | 11  |     |     | 8   |
| 18 | Scott Backman       |     |     |     |     |     |     |     |     | 9   |     |     |     | 4   |
| 19 | Page Jones          |     |     |     |     |     |     |     |     |     |     |     | 9   | 4   |
| 20 | Sandy Dells         |     |     |     | 10  |     |     |     |     |     |     |     |     | 3   |
| 21 | Wayne Cerbo         |     |     |     |     |     | 13  | 10  |     |     |     |     |     | 3   |
| 22 | Marty Roth          | 11  |     | RET |     |     |     |     |     |     |     |     |     | 2   |
| 23 | Bob Doricott Jr     |     |     |     |     |     |     |     |     |     | 12  |     | 12  | 2   |
| 24 | Desiré Wilson       |     |     | RET |     |     |     |     |     | RET |     |     |     | 1   |
| 25 | Hugh O'Neill        |     |     |     |     |     |     |     |     |     |     |     | 13  | 0   |
| 26 | Cheryl Glass        | RET | RET |     |     |     |     |     |     |     |     |     |     | 0   |
| 27 | Mark Ritchey        | 14  |     |     |     |     |     |     |     |     |     |     |     | 0   |
| 28 | Ken Murillo         | RET | NQ  |     |     |     |     |     |     |     |     |     | RET | 0   |
| #  | Piloto              | LBE | PHO | MIL | DET | POR | CLE | NJE | TOR | DEN | MDO | NAZ | LAG | Pts |

| Cor             | Resultado                            |
| --------------- | ------------------------------------ |
| Ouro            | Vencedor                             |
| Prata           | 2º lugar                             |
| Bronze          | 3º lugar                             |
| Verde           | 4º e 5º lugares                      |
| Azul claro      | 6º–10º lugares                       |
| Azul escuro     | Completou a corrida (fora do Top 10) |
| Roxo            | Não completou a corrida              |
| Vermelho        | Não se classificou (NQ)              |
| Marrom          | Retirou-se da corrida (Wth)          |
| Preto           | Desclassificado (DSQ)                |
| Vermelho escuro | Não largou (DNS)                     |
| Vermelho escuro | Abandonou a corrida (C)              |
| Vazio           | Não participou                       |